# Band of Gypsys
Band of Gypsys è l'unico album live registrato dall'omonimo gruppo guidato da Jimi Hendrix nonché l'ultimo album pubblicato con lui ancora in vita.

## Produzione
L'album Band of Gypsys nasce dalla registrazione del concerto sostenuto a capodanno del 1969 al Fillmore East di New York dal nuovo gruppo creato da Hendrix, i "Band of Gypsys". Il gruppo sostenne quattro concerti in due giorni, il 31 dicembre del 1969 e il 1º gennaio del 1970. Il 5 febbraio 1970, Hendrix aveva già completato una buona parte del lato A del disco. Il 14 febbraio incominciò a lavorare al lato B. Il lavoro di ottimizzazione del disco proseguì per un periodo prolungato, e anche dopo la quinta registrazione Hendrix aveva apportato alcune piccole modifiche, dato il suo perfezionismo. Anche quest'album fu prodotto da Hendrix con l'aiuto dell'ingegnere del suono Eddie Kramer.

## Registrazione
Le registrazioni originali risalgono al capodanno del 1969, esattamente al 31 dicembre 1969 e al 1º gennaio 1970. Le registrazioni vennero fatte durante le quattro esibizioni del gruppo al Fillmore East a New York. Due settimane dopo il concerto Hendrix si riunì con Eddie Kramer per assemblare le varie registrazioni e dare alla Capitol Records il materiale necessario per la pubblicazione dell'album. Il live venne inserito su un singolo disco, sul lato A furono incisi due brani mentre sul lato B ne furono incisi ben quattro. Il materiale presente sul disco fa parte delle registrazioni della terza e quarta esibizione, perché il materiale delle prime due esibizioni era inutilizzabile per alcuni problemi tecnici durante la registrazione in presa diretta al Fillmore. Nello specifico Who Knows e Machine Gun provengono dalle registrazioni della terza serata mentre Them Changes, Power Of Soul, Message Of Love e We Gotta Live Together sono tratte dalla quarta esibizione della band.
Le registrazioni dell'album si svolsero presso gli Electric Lady Studios, gli studi di registrazione di Hendrix.

## Pubblicazione e copertina
Il live venne pubblicato negli Stati Uniti il 25 marzo 1970 dalla Capitol Records. Nel Regno Unito l'album venne pubblicato il 14 giugno 1970 dalla Track Records.

## Copertina
La copertina utilizzata dalla Capitol era una foto che raffigurava Hendrix con la sua Fender durante l'esibizione al Fillmore East. Track Records cambiò la copertina del disco, utilizzando una foto che raffigurava delle bambole di pezza con le fattezze di Hendrix, Brian Jones, Bob Dylan e del DJ britannico John Peel. Nel resto del mondo è la Polydor Records a distribuire il live con la copertina originale, mentre in Giappone la Polydor decide di pubblicare l'album con la copertina britannica.

## Accoglienza
Il disco riscosse un buon successo entrando nella classifica americana e piazzandosi al quinto posto. Nel Regno Unito raggiunse la sesta posizione nella classifica britannica.

## Brani
Il primo lato dell'album si apre con il brano Who Knows, una canzone inedita, nella quale si può sentire duettare al microfono Hendrix e Buddy nella prima strofa, dando l'illusione di una traccia appoggiata e organizzata, per poi perdersi in lunghi manierismi del batterista. In effetti l'assolo di batteria si dilunga per un tempo abbastanza prolungato senza molta gloria. Il secondo brano si intitola Machine Gun, invocazione pacifista e al contempo mirabolante tour de force espressivo dell'ex-paracadutista James Marshall Hendrix. La canzone esprimeva tutta la disapprovazione del chitarrista contro la crudeltà e l'inutilità della guerra che gli Stati Uniti d'America stavano sostenendo in Vietnam. Il brano si apre con un'intro di chitarra all'interno del quale Hendrix e Buddy simulano, attraverso trentaduesimi, stoppate e rullati, il sinistro e secco crepitìo di un fucile automatico. Quando si concentra sulla chitarra comincia a improvvisare un blues psichedelico alternando i vari effetti a sua disposizione, come i vari pedali, la leva del vibrato e i pick-up. Con il passare dei minuti il frastuono diventa sempre più rumoroso, simulando le bombe, le sirene e le mitragliate dei fucili automatici dimostrando tutta la sua disapprovazione per l'uso delle armi e per la guerra stessa. Verso la fine della canzone Jimi si rivolge al pubblico. Così si conclude il primo lato del disco.
Il secondo lato del disco si apre con Changes, una canzone funk, composta e cantata da Miles, nella quale Hendrix alterna parti ritmiche ad assoli (anche sfruttando l'effetto wah-wah). Il secondo brano è intitolato Power to Love. Nel brano Jimi escogita alcune invenzioni ritmiche ("spareggiando" il tempo, ad esempio). Message of Love è il terzo brano. Il riff di base del brano è tra i più celebri di Hendrix, che arricchisce l'accompagnamento di piccoli accordi, assoli e contrappunti. La parte cantata è caratterizzata da uno stile pacato e semi parlato. L'ultima traccia We Gotta Live Together è quella che subì una mutilazione vera e propria in quanto fu tagliata per motivi di spazio sul vinile; la durata originale era in origine più del doppio di quella inserita nel vinile.

## Critica
| Recensione                    | Giudizio |
| ----------------------------- | -------- |
| AllMusic                      | [ 2 ]    |
| Blender                       | [ 3 ]    |
| Christgau's Record Guide      | B+       |
| Encyclopedia of Popular Music | [ 5 ]    |
| Piero Scaruffi                | [ 6 ]    |
| MusicHound Rock               | [ 7 ]    |
| Music Story                   | [ 8 ]    |
| Rolling Stone                 | [ 9 ]    |
| The Rolling Stone Album Guide | [ 10 ]   |
| Sputnikmusic                  |          |

L'ultimo album pubblicato da Jimi Hendrix in vita ha subito pareri contrastanti. Il pubblico e la critica rock non ne furono entusiasti, e lo percepirono come un'opera di declino rispetto al capolavoro acid-rock Electric Ladyland, a dispetto dello sperimentalismo verso una fusione tra rock e funk. I meno "conservatori" apprezzarono invece il "nuovo" Hendrix, maggiormente vicino all'improvvisazione e alla ritmicità tipiche della black music. In ogni caso, indipendentemente dalle posizioni "ideologiche", l'album è considerato come uno dei migliori live mai realizzati.

## Tracce
- Tutti i brani sono opera di Jimi Hendrix, eccetto dove indicato.

Lato A
1. Who Knows - 9:32
2. Machine Gun - 12:32

Lato B
1. Changes (Buddy Miles) - 5:10
2. Power to Love (conosciuta anche come Power of Soul) - 6:53
3. Message of Love - 5:22
4. We Gotta Live Together (Buddy Miles) - 5:46

### Bonus Track CD
- Hear My Train A Comin' - 9:02
- Foxy Lady - 6:33
- Stop (Howard Tate) - 4:47

## Formazione
- Jimi Hendrix - chitarra, voce
- Buddy Miles - batteria, voce
- Billy Cox - basso, voce

## Crediti
- Jan Blom - copertina
- Heaven Research - produttore
- Eddie Kramer - fonico
- Robert Herman, Joseph Sia - fotografo
- Wally Heider - registrazioni live
- John McDermott - note del libretto
- George Marino - remasterizzazione